# Etapa Provincial Copa Perú Huamalíes 2023
La Etapa Provincial de Huamalíes 2023 o Liga Provincial de Huamalíes 2023 será la edición número 23, Siglo XXI de la competición futbolística Huamaliana.
El torneo otorga al cuadro campeón y subcampeón cupos para la Copa Perú en la Etapa Departamental de Huánuco.
Mediante un oficio circular, la Federación Departamental de Fútbol de Huánuco, comunicó a los dirigentes de las Ligas Deportivas Provinciales y Distritales, que el inicio de la Etapa Provincial de la Copa Perú 2023 será el 15 de mayo y la etapa Departamental será el 16 de julio del presente año.

## Participantes
| ZONA ALTA (SIERRA)                   | ZONA ALTA (SIERRA)           | ZONA ALTA (SIERRA)      |
| LIGA                                 |                              | CLUB                    |
| ------------------------------------ | ---------------------------- | ----------------------- |
| Liga Distrital de Llata              |                              | CD Ahuaj                |
| Liga Distrital de Llata              | CD Municipal Llata FC        |                         |
| Liga Sectorial del Porvenir          |                              | CD Santa Rosa           |
| Liga Sectorial del Porvenir          | CD Túpac Amaru               |                         |
| Liga Distrital de Chavín de Pariarca |                              | CD Pampa Hermosa        |
| Liga Distrital de Chavín de Pariarca | CD Juventud Queropata        |                         |
| ZONA BAJA (SELVA)                    |                              |                         |
| LIGA                                 |                              | CLUB                    |
| Liga Distrital de Monzón             |                              | Newlls Boys Pista Loli  |
| Liga Distrital de Monzón             | Terror de la Selva - Paucaco |                         |
| Liga Sectorial de Cachicoto          |                              | CSD Flamengo Cashapampa |
| Liga Sectorial de Cachicoto          | CSD Manchurria               |                         |
| Liga Sectorial de Palo Acero         |                              | CSD Javier Pulgar Vidal |
| Liga Sectorial de Palo Acero         | CSD Palo Wimba               |                         |

## Fase I

###### Zona Alta (Sierra)
| SERIE: LLATA - EL PORVENIR - CHAVIN DE PARIARCA | SERIE: LLATA - EL PORVENIR - CHAVIN DE PARIARCA | SERIE: LLATA - EL PORVENIR - CHAVIN DE PARIARCA | SERIE: LLATA - EL PORVENIR - CHAVIN DE PARIARCA | SERIE: LLATA - EL PORVENIR - CHAVIN DE PARIARCA |
| LOCAL                                           |                                                 | VISITANTE                                       | IDA                                             | VUELTA                                          |
| ----------------------------------------------- | ----------------------------------------------- | ----------------------------------------------- | ----------------------------------------------- | ----------------------------------------------- |
| CD Municipal Llata FC (c)                       | vs                                              | CD Santa Rosa                                   | 2-1                                             | 2-1                                             |
| CD Juventud Queropata (c)                       | vs                                              | CD Ahuaj                                        | 1-1                                             | 2-1                                             |
| CD Túpac Amaru (c)                              | vs                                              | CD Pampa Hermosa                                | 1-0                                             | 2-0                                             |

###### Zona Baja (Selva)
| SERIE: MONZON - CACHICOTO - PALO ACERO | SERIE: MONZON - CACHICOTO - PALO ACERO | SERIE: MONZON - CACHICOTO - PALO ACERO | SERIE: MONZON - CACHICOTO - PALO ACERO | SERIE: MONZON - CACHICOTO - PALO ACERO |
| LOCAL                                  |                                        | VISITANTE                              | IDA                                    | VUELTA                                 |
| -------------------------------------- | -------------------------------------- | -------------------------------------- | -------------------------------------- | -------------------------------------- |
| CSD Palo Wimba                         | vs                                     | Newlls Boys Pista Loli (c)             | 0-4                                    | 1-3                                    |
| Terror de la Selva - Paucaco           | vs                                     | CSD Flamengo Cashapampa (c)            | 0-1                                    | 0-0                                    |
| CSD Manchurria                         | vs                                     | CSD Javier Pulgar Vidal (c)            | 0-1                                    | 2-1 p.(0-3)                            |

## Fase II

###### [2]Zona Alta (Sierra) - Triangular
| LOCAL                                       |    | VISITANTE                 | IDA | VUELTA |
| ------------------------------------------- | -- | ------------------------- | --- | ------ |
| CD Municipal Llata FC                       | vs | CD Juventud Queropata (c) | 1-0 | 3-6    |
| Clasifica: CD Juventud Queropata - Fase III |    |                           |     |        |
| LOCAL                                       |    | VISITANTE                 | IDA | VUELTA |
| CD Túpac Amaru                              | vs | CD Municipal Llata FC (c) | 2-3 | 0-0    |
| Clasifica: CD Municipal FC - Fase III       |    |                           |     |        |

###### [2]Zona Baja (Selva) - Triangular
| LOCAL                                         |    | VISITANTE                   | IDA | VUELTA      |
| --------------------------------------------- | -- | --------------------------- | --- | ----------- |
| Newlls Boys Pista Loli                        | vs | CSD Flamengo Cashapampa (c) | 2-1 | 2-3 p.(0-0) |
| Clasifica: CSD Flamengo Cashapampa - Fase III |    |                             |     |             |
| LOCAL                                         |    | VISITANTE                   | IDA | VUELTA      |
| CSD Javier Pulgar Vidal (c)                   | vs | Newlls Boys Pista Loli      | 2-0 | 1-2         |
| Clasifica: CSD Javier Pulgar Vidal - Fase III |    |                             |     |             |

## Fase III

###### Semifinal
| LOCAL                       |    | VISITANTE               | IDA | VUELTA      |
| --------------------------- | -- | ----------------------- | --- | ----------- |
| CD Municipal Llata FC (c)   | vs | CSD Flamengo Cashapampa | 2-1 | 2-3 p.(4-1) |
| CSD Javier Pulgar Vidal (c) | vs | CD Juventud Queropata   | 2-0 | 1-2         |

###### [3]Final
| EQUIPO 1                |    | EQUIPO 2              |
| ----------------------- | -- | --------------------- |
| CSD Javier Pulgar Vidal | vs | CD Municipal Llata FC |

## Clasificados a la Etapa Departamental de Huánuco
| CSD Javier Pulgar Vidal | CD Municipal Llata FC |
| CAMPEÓN                 | SUBCAMPEÓN            |